# Адамівка (Хмільницький район)
Ада́мівка — село в Україні, у Калинівській міській громаді Хмільницького району Вінницької області. Населення становить 70 осіб.

## Географія

### Клімат
| Клімат Адамівки           | Клімат Адамівки | Клімат Адамівки | Клімат Адамівки | Клімат Адамівки | Клімат Адамівки | Клімат Адамівки | Клімат Адамівки | Клімат Адамівки | Клімат Адамівки | Клімат Адамівки | Клімат Адамівки | Клімат Адамівки | Клімат Адамівки |
| Показник                  | Січ.            | Лют.            | Бер.            | Квіт.           | Трав.           | Черв.           | Лип.            | Серп.           | Вер.            | Жовт.           | Лист.           | Груд.           | Рік             |
| Середній максимум, °C     | −2,7            | −1,3            | 3,6             | 12,8            | 19,4            | 22,7            | 24,0            | 23,5            | 19,0            | 12,1            | 4,5             | −0,1            | 11              |
| Середня температура, °C   | −5,8            | −4,6            | 0,0             | 7,9             | 13,9            | 17,3            | 18,5            | 17,9            | 13,7            | 7,8             | 1,8             | −2,6            | 7               |
| Середній мінімум, °C      | −8,9            | −7,8            | −3,6            | 3,1             | 8,5             | 11,9            | 13,1            | 12,3            | 8,4             | 3,6             | −0,8            | −5,1            | 2               |
| Норма опадів, мм          | 38              | 34              | 32              | 50              | 63              | 86              | 97              | 68              | 51              | 36              | 42              | 42              | 639             |
| ------------------------- | --------------- | --------------- | --------------- | --------------- | --------------- | --------------- | --------------- | --------------- | --------------- | --------------- | --------------- | --------------- | --------------- |
| Джерело: climate-data.org |                 |                 |                 |                 |                 |                 |                 |                 |                 |                 |                 |                 |                 |

## Історія
12 червня 2020 року, відповідно до Розпорядження Кабінету Міністрів України № 707-р, «Про визначення адміністративних центрів та затвердження територій територіальних громад Вінницької області», увійшло до складу Калинівської міської громади.
19 липня 2020 року, в результаті адміністративно-територіальної реформи і ліквідації Калинівського району, село увійшло до складу новоутвореного Хмільницького району.